# Annette Stai
Karen Annette Stai (Nesodden, 25 marzo 1961) è una supermodella norvegese.

## Carriera
Annette Stai ha lavorato per anni come modella fra Parigi, New York e Milano. La sua carriera iniziò nel 1980 grazie alla vittoria ottenuta presso il concorso per modelle Face of the 80s. Terminata la carriera di modella, Annette Stai ha continuato a lavorare nell'industria della moda come public relations per Louis Vuitton dal 2005 al 2010. Annette Stai è stata descritta come la prima top model norvegese.
La Stai ha pubblicato alcuni libri fra cui, Crazy Business - fotomodellens dagbok nel 1983 e Midt i livet: Å leve med se selv og andre nel 2003.
È sposata con Jan-Eric Arnesen ed ha due figli. Attualmente vive a Oslo.

## Agenzie
- Ford Models